# رندالف (نیویورک)
رندالف (به انگلیسی: Randolph) یک منطقهٔ مسکونی در ایالات متحده آمریکا است که در شهرستان کاتاراگوس، نیویورک واقع شده‌است.
رندالف ۹۳٫۹۸ کیلومتر مربع مساحت و ۲٬۴۷۰ نفر جمعیت دارد و ۵۳۰٫۳۶ متر بالاتر از سطح دریا واقع شده است.